# Българско икономическо дружество
Българското икономическо дружество (БИД) е българска организация, съществувала от 1895 до 1949 година.
Дружеството е основано на 9 март 1895 година и в продължение на десетилетия е основно средище за обсъждане на въпроси от областта на икономическата наука. В него членуват държавни служители, представители на академичните и деловите среди, както и много общественици и политици, а официалното му издание Списание на Българското икономическо дружество е най-авторитетният форум за икономически публикации в страната.
В началото на дейността си БИД си поставя за цел събирането на данни за състоянието на икономиката и пропагандирането на протекционизма. През този период основната членска маса на дружеството са държавните чиновници, а финансирането на списанието идва главно от абонаменти на държавни институции и полудържавни предприятия, като Земеделските каси. Скритото или явно държавно субсидиране на БИД продължава и през следващите десетилетия, като за това допринася фактът, че много негови членове заемат важни постове в администрацията, Българската народна банка и други държавни предприятия. Въпреки това, БИД полага усилия за запазване на надпартийността в дейността си.
От средата на 1930-те години дейността на дружеството, като повечето му членове се придържат към модерните за времето корпоративистки възгледи.
След Деветосептемврийския преврат през 1944 година проправителствената политизация става още по-ясно изразена. През лятото на 1949 година председателят на Управителния съвет Иван Стефанов внася предложение за саморазпускане на дружеството, следвайки правителствената политика за неговата трансформация по съветски модел – в Икономически институт при Българската академия на науките и специализирана секция в Съюза на научните работници.

## Председатели
| ...       | ?             |
| 1901-1906 | Бончо Боев    |
| ...       | ?             |
| ?-1949    | Иван Стефанов |